# Luciano Cadeddu
Luciano Cadeddu (Uras, 14 dicembre 1975) è un politico italiano, deputato alla Camera nella XVIII legislatura della Repubblica Italiana, eletto con il Movimento 5 Stelle per poi seguire la scissione di Luigi Di Maio in Insieme per il futuro nel 2022.

## Biografia
Pastore e attivista del Movimento 5 Stelle (M5S), alle elezioni politiche del 2018 viene candidato alla Camera dei deputati nel collegio uninominale Sardegna - 06 (Oristano), sostenuto dal M5S, dove viene eletto deputato con il 42,32% dei voti contro i candidati del centro-destra, in quota Fratelli d'Italia, Gianni Lampis (31,82%) e del centro-sinistra Antonio Solinas (17,04%). Nella XVII legislatura della Repubblica è stata componente della 13ª Commissione Agricoltura.
Il 21 giugno 2022 segue la scissione di Luigi Di Maio dal Movimento 5 Stelle, a seguito dei contrasti tra lui e il presidente del M5S Giuseppe Conte, per aderire a Insieme per il futuro (Ipf).
Si candida poi alle elezioni regionali in Sardegna del 2024 tra le file di Fortza Paris a sostegno di Alessandra Todde del M5S, senza però essere eletto.